# Under A Pale Grey Sky
Under A Pale Grey Sky е концертен албум на Sepultura издаден от Roadrunner Records през 2002 година. Записан е на живо в Брикстън Академи в Лондон на 16 декември 1996 година – нощта, в която Макс Кавалера напуска групата. Това е и последният концерт на класическия състав на бандата.

## Състав
- Макс Кавалера – вокали и китара
- Игор Кавалера – барабани, перкусии
- Пауло Джуниър – бас
- Андреас Кисер – китара, беквокали

### Допълнителен персонал
- Микс: Колин Ричардсън
- Мастеринг: Джордж Марино

## Списък на песните

### CD 1
1. Itsari (Intro)
2. Roots Bloody Roots
3. Spit
4. Territory
5. Monologo Ao Pe Do Ouvido
6. Breed Apart
7. Attitude
8. Cut-throat
9. Troops Of Doom
10. Beneath The Remains/Mass Hypnosis
11. Born Stubborn
12. Desperate Cry
13. Necromancer
14. Dusted
15. Endangered Species

### CD 2
1. We Who Are Not As Others
2. Straighthate
3. Dictatorsh*t
4. Refuse/Resist
5. Arise/Dead Embryonic Cells
6. Slave New World
7. Biotech Is Godzilla
8. Inner Self
9. Policia
10. We Gotta Know
11. Kaiowas
12. Ratamahatta
13. Orgasmatron